# 武臯
武皐（1458年—？），字舜弼，直隸和州（今安徽和縣）人，民籍，明朝政治人物。

## 生平
弘治二年（1489年）己酉科應天府鄉試第六十六名舉人。弘治六年（1493年）中式癸丑科會試第二百二十一名，三甲第四十二名進士。七年二月授翰林院检讨，侍榮王朱祐枢讲读。丁憂服闋，十三年十二月改任中书舍人。

## 家族
曾祖武原信；祖父武斌；父武廣，母徐氏。具庆下。